# Gettsdorf
Gettsdorf ist eine Ortschaft und Katastralgemeinde in der Marktgemeinde Ziersdorf mit 220 Einwohnern im Bezirk Hollabrunn in Niederösterreich. Gettsdorf scheint zum ersten Mal im 14. Jahrhundert unter dem Namen Gotzeinsdorf auf und ist in seiner Geschichte sehr eng mit der Marktgemeinde Ravelsbach verbunden.

## Geografie
Gettsdorf liegt mit einer Fläche von rund 1,5 Quadratkilometern im westlichen Weinviertel in Niederösterreich und etwa zwei Kilometer nördlich von Ziersdorf. Direkt angrenzende Nachbarortschaften sind Hollenstein, Ziersdorf, Frauendorf und Minichhofen.

## Geschichte

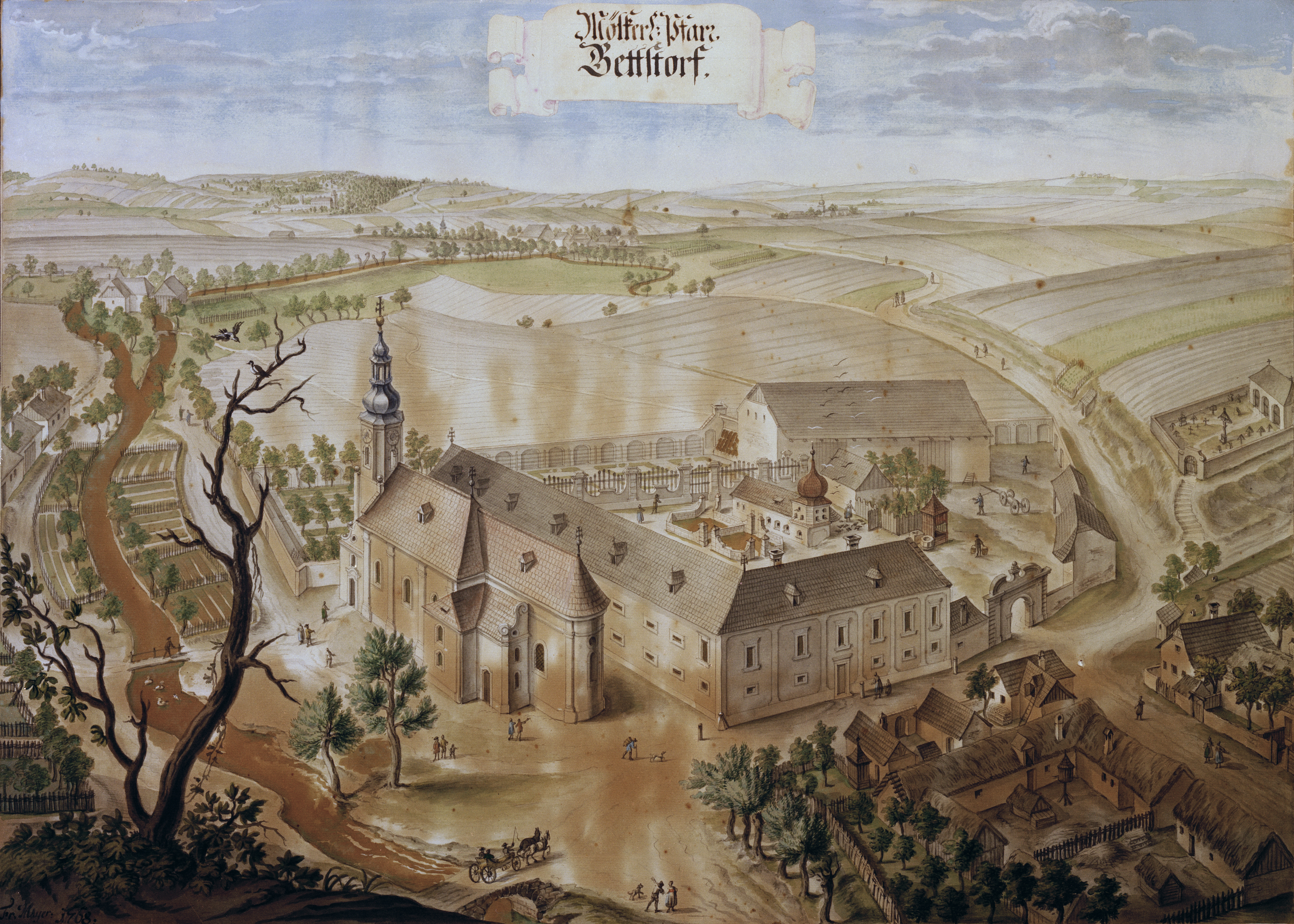
Das älteste bekannte Bild von Gettsdorf aus dem Jahr 1756.

Die ältesten Matriken beginnen nach dem Dreißigjährigen Krieg, wobei sich die meisten Nachrichten auf Pfarre und Kirche beziehen. Diese unterstand der Marktgemeinde Ravelsbach und hatte im Mittelalter eigene Vikare, von denen einer 1396 genannt wird. Der bekannteste Pfarrer war der Melker Anselm Steyrer, ein bekannter Mathematiker und Architekt, welcher viele Entwürfe für Kirchenbauten schuf. Nach seinem Entwurf wurde auch jetzige Pfarrkirche in Gettsdorf und der angrenzende Pfarrgarten ausgeführt. Zur Pfarre gehörten einst die Orte Hollenstein, Minichhofen, Wolfsbrunn, Fahndorf und Ziersdorf. Heute beschränkt sich die Pfarrzugehörigkeit nur noch auf Hollenstein und Minichhofen.
Laut Adressbuch von Österreich waren im Jahr 1938 in der Ortsgemeinde Gettsdorf ein Bäcker, zwei Binder, ein Gastwirt, zwei Gemischtwarenhändler,  ein Landesproduktehändler, eine Mühle, ein Schmied, zwei Schuster, ein Tischler und mehrere Landwirte ansässig.
Bei der Regulierung der Bäche, namentlich des Ravelsbaches und der Schmida, wurden durch das ausführende Unternehmen, der Firma Johann Karner aus Mistelbach, ungarische Juden als Zwangsarbeiter eingesetzt.
1966 hat sich Gettsdorf gemeinsam mit Hollenstein der Großgemeinde Ziersdorf angeschlossen.

## Kultur und Sehenswürdigkeiten

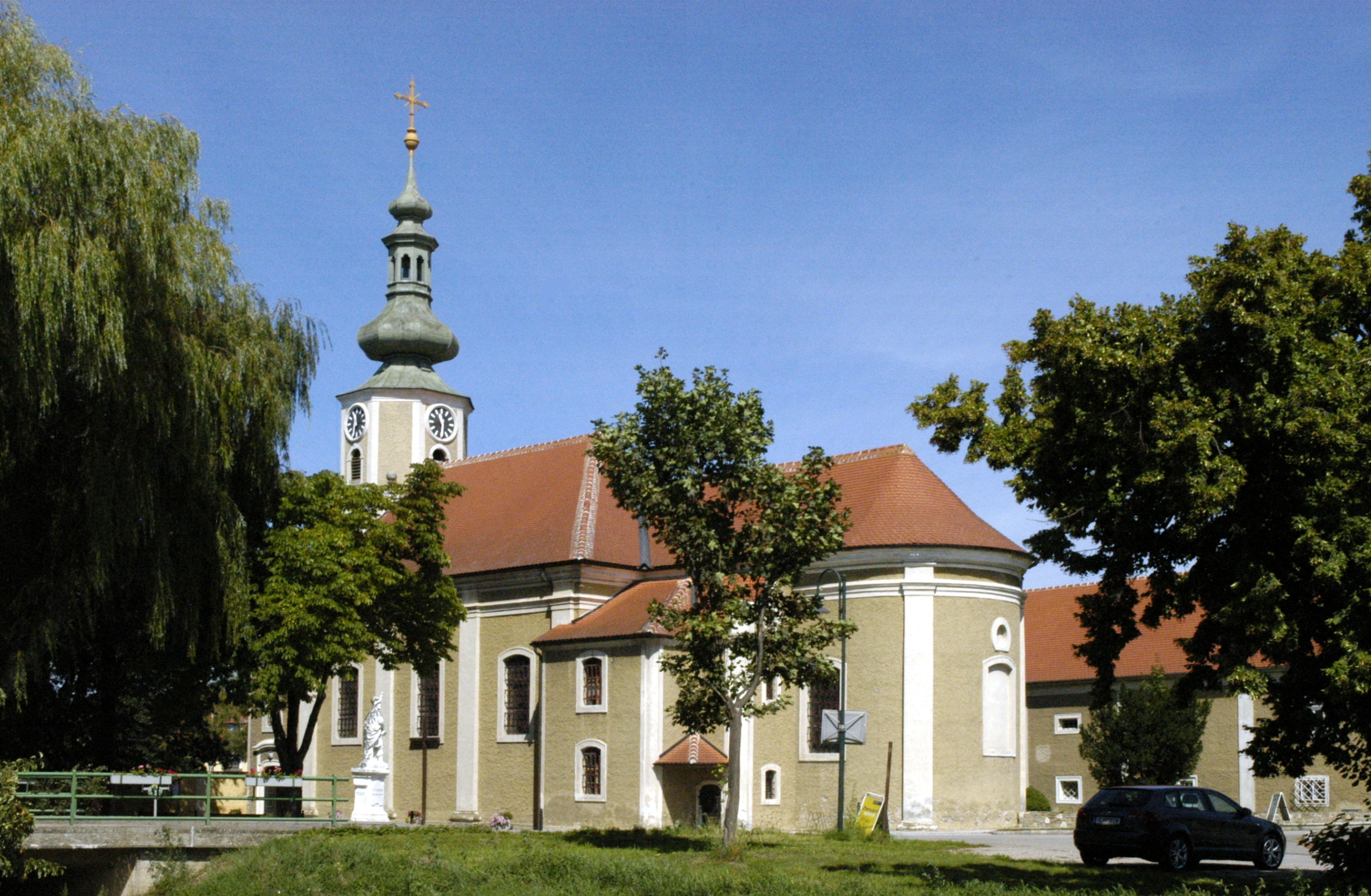
Pfarrkirche Gettsdorf

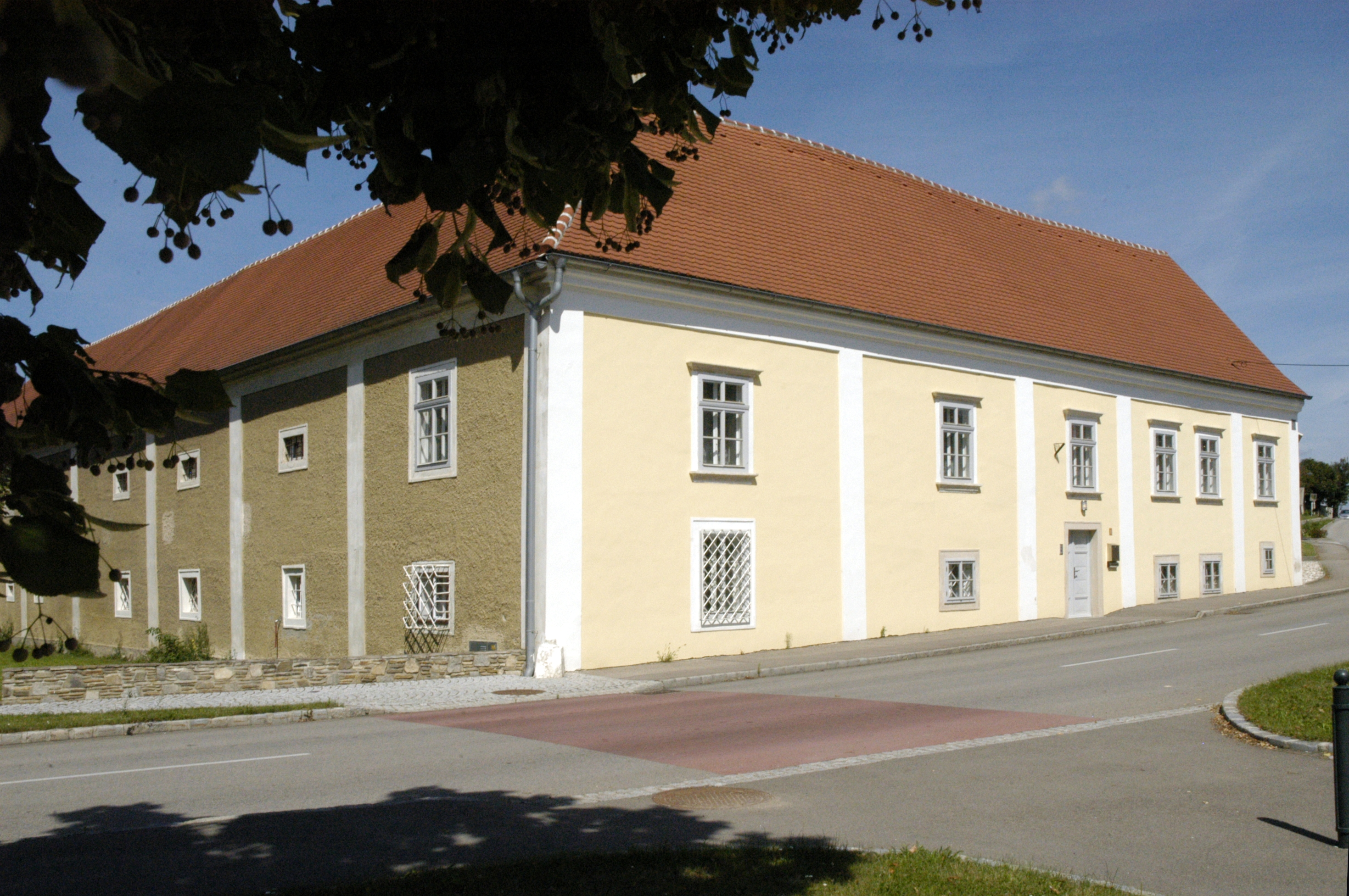
Pfarrhof Gettsdorf

- Katholische Pfarrkirche Gettsdorf hl. Valentin
- Große schlossartige Pfarrhofanlage
- Kriegerdenkmal vom Bildhauer Werner Marinko
- Statue des Hl. Florian (errichtet 1802)
- Guggenbergermühle, eine 1686 errichtete Mahlmühle

## Wirtschaft und Infrastruktur

### Vereine
- Dorferneuerungsforum: Das Dorferneuerungsforum (DEF) wurde am 20. Mai 2004 als Dachorganisation aller Vereine und aktiven Gruppierungen, die sich für das Wohl des Ortes einsetzen, gegründet. Obmann des Dorferneuerungsforums Gettsdorf ist Gerald Glocker.
- Freiwillige Feuerwehr: Am 25. Jänner 1903 wurde die Gründung der FF Gettsdorf offiziell im Gemeindeausschuss genehmigt. 24 Mitglieder aus der Ortsbevölkerung meldeten sich um der Freiwilligen Feuerwehr in ihrem Gründungsjahr beizutreten. Bis heute ist diese Tradition Fortbestand und die Freiwillige Feuerwehr ist in allen Notsituationen zur Stelle. Neben der ständigen Einsatzbereitschaft veranstaltet die Freiwillige Feuerwehr Gettsdorf jährlich einen Feuerwehrheurigen und eine Weißwurstparty, welche bereits fixer Bestandteil des Veranstaltungskalenders in Gettsdorf geworden sind.
- Katholische Jugend: Die katholische Jugend Gettsdorf wurde am 23. Oktober 1969 unter Beisein des geistl. Rates Pater G. Burger, Dekanatsjugendseelsorger H. Hisch, KLJ-Dekanatsjugendführer Josef Kölbl, Dir. Oberhofer und 35 anwesenden Jugendlichen gegründet. Seither finden durch die KJ Gettsdorf diverse Veranstaltungen im angemieteten Pfarrgarten und Saal statt. Darunter befinden sich Veranstaltungen wie der KJ Ball, Kirtag, Party Court Deluxe und die alljährlichen Theatervorstellungen in den Wintermonaten.
- Sportverein: Am 15. August 1985 wurde das Mühlstadion offiziell durch den damaligen KJ-Führer und Bürgermeister Pfeiffer eröffnet. Im Jahr 1986 wurde ein Sportausschuss gegründet um für die Sportplatzerhaltung zu sorgen, worauf am 17. Juli 1987 die offizielle Gründung der Verein Sportgruppe Gettsdorf folgte. Im Jahr 1995 wurde die Bezeichnung auf Sportverein Gettsdorf geändert.
- Ortsmusikkapelle: Die Ortsmusikkapelle Gettsdorf wurde 1899 gegründet.

## Politik

### Wappen

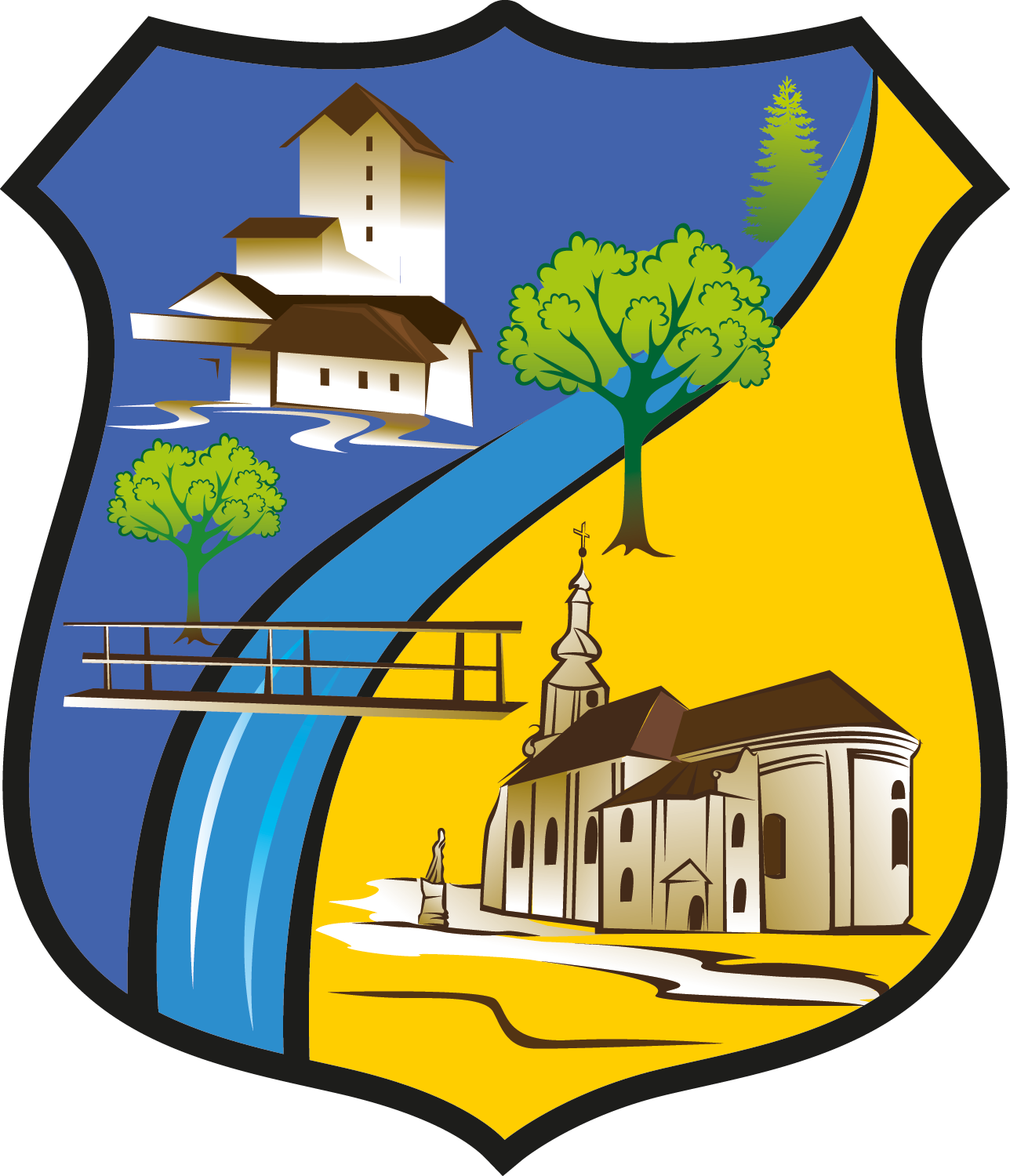
Das Wappen von Gettsdorf gestaltet von Florian Hieß.

Das offizielle Wappen von Gettsdorf wurde von Florian Hieß in seiner Funktion als Schriftführer (aktiv in dieser Position bis 2017) im Dorfernerungsforum im Jahr 2013 umgesetzt. Eine Bleistift-Skizze, welche von Helmut Hummel von den markanten Punkten des Ortes angefertigt wurde, diente als Vorlage für das Wappen. Seitdem wird das Wappen vom Dorferneuerungsforum, in der Feuerwehr und von Informationen des Ortsvorstehers verwendet.